# Oscar Eberhard Schminke
Oscar Eberhard Schminke   (1881 - 1969) fou un compositor estatunidenc.
Estudià amb professors particulars en la seva ciutat nadiua i és autor de diverses composicions entre les quals destaquen: una Marxa russa, Idil·li muntanyenc, Coral dialogat, Festival Postlude i Marxa humorística, per a orgue, un cert nombre de lieder i peces per a piano.